# John Ellis McTaggart
John McTaggart Ellis McTaggart, obvykle uváděn zkráceně John Ellis McTaggart (3. září 1866 Londýn, Spojené království – 18. ledna 1925 tamtéž) byl anglický filozof, představitel novohegelovství a radikálního personalismu, ve kterém spojoval Hegelovu filozofii a Leibnizovu monadologii: absolutní idea je duchovní společenství osob; absolutno je nekonečně diferencovaný systém konečných, ale bezčasových osob, které jedna druhé příslušejí v lásce.
Základem McTaggartovej filozofie jsou teze: Něco existuje a Vše existující je diferencované. Duktus McTaggartovy filozofické úvahy začíná následovně:
Něco existuje; je to jasné z vnímání a zároveň a priori, protože popírat existování by znamenalo pochybování, čili zase jen existování (v daném případě pochybnosti). Existujíc má něco zároveň kvalitu existováním, protože něco bez kvality by bylo ničím ...

## Dílo (výběr)
- Studies in the Hegelian Dialectical. The University Press, Cambridge 1886.
- Studies in the Hegelian Cosmology. The University Press, Cambridge 1891.
- The Unreality of Time. In: Mind. A Quarterly Review of Psychology and Philosophy 17/1908, S. 457-474.
- The Nature of Existence. The University Press, Cambridge 1921-1927.
- The changes of method in Hegel 's Dialectical. Mind (N. S.) 1 (1892) 1, 56 - 71; 1 (1892) 2, 188 - 205